# Ала-Кялькянъярви
А́ла-Кя́лькянъя́рви (фин. Ala Kälkänjärvi) — озеро на территории Найстенъярвского сельского поселения Суоярвского района Республики Карелия.

## Общие сведения
Площадь озера — 1 км². Располагается на высоте 179,1 метров над уровнем моря.
Форма озера продолговатая: вытянуто с севера на юг. Берега изрезанные, каменисто-песчаные, местами заболоченные.
Озеро входит в проточную систему озёр:
- река Лапинйоки
  - озеро Вуонтеленъярви (147)
    - озеро Ярвенпяянлампи
    - река Кялькянйоки
      - озеро Кантолампи
      - озеро Ийвалампи
      - ручей Юриноя
        - озеро Рупинионлампи

      - озеро Корилампи
        - озёра Палоламмет
          - озеро Палолампи

      - озеро Оконлампи
      - озеро Кивиярви (173)
      - озеро Кукинлампи
        - озеро Калалампи

      - озеро Палолампи
        - озеро Кавералампи
          - озеро Марантаярви

      - озеро Кялькянлампи
        - озеро Ала-Кялькянъярви (171)
          - озеро Валкеаалампи
          - озеро Иля-Кялькянъярви (173)
            - озеро Пирттилампи
            - озеро Иоутсенлампи

В северной части озера расположен один небольшой остров без названия.
Населённые пункты возле озера отсутствуют. Ближайший — посёлок Лахколампи — расположен в 22 км к востоку от озера.
Код объекта в государственном водном реестре — 01040100111102000016665.